# Microcarbo
Microcarbo — рід сулоподібних птахів родини бакланових (Phalacrocoracidae). Містить 5 видів.

## Поширення
Рід включає види, що трапляються в Євразії, Африці, Австралії та Океанії.

## Види
- Баклан намібійський, Microcarbo coronatus
- Баклан яванський, Microcarbo niger
- Баклан строкатий, Microcarbo melanoleucos
- Баклан малий, Microcarbo pygmaeus
- Баклан африканський, Microcarbo africanus